# Deux (gruppo musicale)
I Deux (듀스?, DyuseuLR) sono stati un duo hip hop sudcoreano formatosi nel 1993 e scioltosi nel 1995, tra i primi ad importare il genere di musica afroamericano nella penisola asiatica.

## Storia
Il duo era formato dai due colleghi e amici Lee Hyun-do e Kim Sung-jae, conosciutisi facendo da ballerini di back-up a Hyun Jin-young. Pubblicarono il loro album di debutto omonimo, contenente la hit Turn Around and Look at Me, nel 1993, dando alle stampe altri tre album in studio prima di sciogliersi nel 1995 per intraprendere strade soliste. Nel gruppo, Lee gestiva la composizione musicale, mentre Kim si occupava dello stile e delle coreografie.
Kim venne trovato morto per un'apparente overdose il 20 novembre 1995, all'indomani del suo debutto solista; le circostanze esatte del suo decesso sono rimaste sconosciute. In seguito alla sparizione del collega, Lee pubblicò un album di greatest hits, Deux Forever.

## Lascito
Oltre che per il contributo dato all'introduzione dell'hip hop e del new jack swing in Corea del Sud, i Deux sono ricordati anche per aver reso popolari le coreografie e la moda influenzate dalla cultura hip hop.
Le canzoni We Are, Come Back To Me e Out of the Ring sono state inserite nel videogioco Pump It Up.

## Formazione
- Lee Hyun-do – voce (1993-1995)
- Kim Sung-jae – voce (1993-1995)

## Discografia

### Album in studio
- 1993 – Deux
- 1993 – Deuxism
- 1994 – Rhythm Light Beat Black
- 1995 – Force Deux

### Album dal vivo
- 1995 – Live 199507121617

### Raccolte
- 1996 – Deux Forever